# Bill Tilden
William Tatem Tilden II (Big Bill) (10/2/1893-5/6/1953) là 1 tay quần vợt Mỹ. Ông được nhiều người cho là một trong những tay quần vợt hay nhất trong lịch sử. Trong thập niên 1920, Bill Tilden thống trị quần vợt quốc tế. Ông đã là tuyển thủ số một trong bảng xếp hạng quần vợt nam trong 7 năm, lần cuối cùng là lúc ông 38 tuổi. Ông sinh ở Philadelphia, Pennsylvania, Hoa Kỳ trong 1 gia đình giàu có, ông là một "Junior" lúc sinh nhưng đã đổi tên thành "II" khi ông khoảng hai mấy tuổi.
Từ năm 1920 đến năm 1926, Bill Tilden dẫn nước Mỹ thắng 7 giải Cúp Davis liên tục, 1 kỷ lục cho đến nay vẫn chưa ai phá. Ông thắng giải US Open 6 năm liên tục (1920-1925) và thêm lần thứ 7 năm 1929. Ông chỉ sang Anh 3 lần để tranh giải Wimbledon (1920, 1921, 1929) và thắng cả 3.
Ông cũng được vinh danh là nhà vô  địch thế giới chuyên nghiệp trong 2 năm 1931 và 1932. Ông đoạt 14 giải thưởng cá nhân trong đó có 10 giả Grand Slam.
Trong những năm đầu tranh giải US Open, ông bị thua Bill Johnston ("Little Bill"). Bill Tilden quyết định bỏ 3 tháng mùa đông năm 1919 tập dợt một mình để tìm cách hạ Bill Johnston. Ông sáng chế ra phương cách tay cầm forehand mới gọi là Eastern Grip. Nhờ Eastern grip, ông có thể đánh forehand topspin, thẳng, hoặc chặt (underspin). Từ đó, Bill Tilden thắng Bill Johnston 6 năm liên tục để thắng giải US Open.
Trong những năm cuối cuộc đời, Bill Tilden bị buộc tội về đạo đức. Ông bị vào tù 2 lần (1946, 1949) vì tội dụ dỗ trai trẻ vị thành niên. Từ sau lần vào tù thứ 2, ông bị xã hội xa lánh. Người ta không còn mời ông dạy quần vợt nữa. Có hơn 1 lần ông bị từ chối không cho tranh giải quần vợt. Ông chết trong sự nghèo túng ở Los Angeles, California năm 1953.

Ông viết và xuất bản cuốn "The art of lawn tennis" năm 1922. Download: https://archive.org/details/artoflawntennis01tild